# Whiston (South Yorkshire)
Whiston – wieś w Anglii, w hrabstwie ceremonialnym South Yorkshire, w dystrykcie metropolitalnym Rotherham. Leży 10 km na wschód od miasta Sheffield i 226 km na północ od Londynu. Miejscowość liczy 5115 mieszkańców.